# Nafta (koolwaterstof)
Nafta is een mengsel van koolwaterstoffen dat ontstaat bij het destilleren van ruwe olie als condensaat bij temperaturen vanaf 70°C (lichte nafta, aantal koolstofatomen tot 5) en van circa 80 tot 150 graden Celsius (zware nafta, aantal koolstofatomen 5 tot 10). Hoewel de samenstelling van ruwe olie enorm varieert met de vindplaats, levert deze gemiddeld 20% nafta op na het destillatieproces. Deze en andere verkregen fracties krijgen dan nog een nabehandeling om ongewenste componenten te verwijderen. Met de steeds strengere milieueisen is dit proces van nabehandelen een van de bepalende stappen geworden in het raffinageproces.
Nafta wordt hoofdzakelijk gebruikt in een kraakinstallatie om de onverzadigde grondstoffen voor polymeren, etheen, propeen en benzeen te maken. Binnen Europa zijn Antwerpen, Geleen, Moerdijk, Tarragona en Terneuzen belangrijke productielocaties voor het kraken van oliedestillaten tot bruikbare grondstoffen voor onder meer plastics, geneesmiddelen, insecticiden, meststoffen en voedingsmiddelen. De haven van Antwerpen heeft een grote kraakinstallatie (BASF Antwerpen), maar het grootste kraker-complex van Europa staat in Terneuzen (Dow Benelux). Ook voor de Belgische economie en de werkgelegenheid is dit een sector van groot belang.
In het verre verleden werd aardolie nafta genoemd; het is een van de mogelijke bestanddelen van Grieks vuur.